# Cartoon Network (Europa Środkowo-Wschodnia)
Cartoon Network – węgiersko-czesko-rumuńska stacja telewizyjna należąca do WarnerMedia emitująca głównie seriale animowane. Kanał rozpoczął nadawanie 1 września 1998 roku. Początkowo kanał nadawał tylko w Rumunii i na Węgrzech, jednak we wrześniu 2017 roku uruchomiono Cartoon Network (Europa Środkowo-Wschodnia) w Czechach uruchamiając czeską ścieżkę językową.

## Programy

### Seriale animowane
- Angelo rządzi
- Atomówki
- Bakugan
- Batman: Odważni i bezwzględni
- Ben 10
- Ben 10: Obca potęga
- Ben 10: Omniverse
- Ben 10: Ultimate Alien
- Beyblade: Metal Masters
- Bliźniaki Cramp
- Chop Socky Chooks: Kung Fu Kurczaki
- Chowder
- Chojrak – tchórzliwy pies
- Co nowego u Scooby’ego?
- Ed, Edd i Eddy
- Eliot Kid
- Garfield Show
- Generator Rex
- Gormiti
- Gwiezdne wojny: Wojny klonów (2008)
- Hero 108
- Inazuma 11
- Jeźdźcy smoków
- Johnny Test
- Kroniki Xiaolin
- Krowa i Kurczak
- Laboratorium Dextera
- Liga Młodych
- Looney Tunes Show
- Niesamowity świat Gumballa
- Niezwykłe przypadki Flapjacka
- Plan Totalnej Porażki
- Pora na przygodę!
- Redakai: W poszukiwaniu Kairu
- Robotboy
- Scooby Doo
- Scooby Doo, gdzie jesteś?
- Scooby Doo i Brygada Detektywów
- ThunderCats
- Tom i Jerry
- Transformers: Prime
- Tytan Symbionik
- Wyspa Totalnej Porażki
- Zielona Latarnia
- Zwyczajny serial
- 13 demonów Scooby Doo
- Animaniacy
- Atomowa Betty
- B-Daman
- Baranek Shaun
- Batman przyszłości
- Bernard
- Chris Colorado
- Co za kreskówka!
- Cubix
- Dastardly i Muttley
- Dink, mały dinozaur
- Dom dla Zmyślonych Przyjaciół pani Foster
- Droopy, superdetektyw
- Dwa głupie psy
- Edek Debeściak
- Fantastyczna Czwórka (2006)
- Figle z Flintstonami
- Flintstonowie
- George prosto z drzewa (2007)
- Głupi i głupszy
- Gwiezdne wojny: Wojny klonów (2003)
- Harcerz Lazlo
- He-Man i władcy wszechświata (2002)
- Heathcliff i Dingbat
- Hi Hi Puffy AmiYumi
- Hong Kong Fu-i
- Jam Łasica
- Jaskiniątka
- Jetsonowie
- Johnny Bravo
- Kacper (1999)
- Kacper: Szkoła postrachu
- Kaczor Dodgers
- Kapitan Grotman i Aniołkolatki
- Klasa 3000
- Kocia ferajna
- Kosmiczna rodzinka
- Kudłaty i Scooby Doo na tropie
- Kryptonim: Klan na drzewie
- Lego: Fabryka bohaterów
- Liga Sprawiedliwych
- Liga Sprawiedliwych bez granic
- Maska
- Megas XLR
- Mike, Lu i Og
- Mistrzowie kaijudo
- Miś Yogi
- Młodzi Tytani
- Mój partner z sali gimnastycznej jest małpą
- Mroczne przygody Billy’ego i Mandy
- Mroczni i źli
- Mucha Lucha
- Musze opowieści
- Nieustraszeni Bracia Adrenalini
- Nowe przygody Freda i Barniego
- Nowy Scooby Doo
- Nowe przygody Kapitana Planety
- Odlotowe wyścigi
- Owca w Wielkim Mieście
- Ozzy i Drix
- Perypetie Penelopy Pitstop
- Podwójne życie Jagody Lee
- Prawdziwe przygody Jonny’ego Questa
- Przyjaciele z Kieszonkowa
- Richie Rich
- Rodzina Addamsów
- Samuraj Jack
- Scooby i Scrappy Doo (1979)
- Scooby i Scrappy Doo (1980)
- Skunks Fu
- Storm Hawks
- Strażnicy czasu
- Struś Pędziwiatr
- Szczeniak zwany Scooby Doo
- Szczenięce lata Toma i Jerry’ego
- Tajemniczy Sobotowie
- Totalna Porażka w trasie
- Totalna Porażka: Zemsta Wyspy
- Tex Avery przedstawia
- Transformerzy: Cybertron
- Transformerzy: Wojna o Energon
- Ufolągi
- Wampirzyca Mona
- Wiewiórek
- X-Men: Ewolucja
- Xiaolin – pojedynek mistrzów
- Zło w potrawce
- Zwariowana szkoła Latającego Nosorożca
- Zwariowane melodie
- Żukosoczek
- Żywiołki

### Seriale fabularne
- Co gryzie Jimmy’ego?
- Level Up
- Najnowsze wydanie
- Przygody Sary Jane
- S.A.W. Szkolna Agencja Wywiadowcza
- Szpiegowska rodzinka